# Gewone aardrupsendoder
De gewone aardrupsendoder (Podalonia affinis) is een vliesvleugelig insect uit de familie van de langsteelgraafwespen (Sphecidae). De wetenschappelijke naam van de soort is voor het eerst geldig gepubliceerd in 1798 door W. Kirby.